# Xian autonome sui de Sandu
Le xian autonome sui de Sandu (三都水族自治县 ; pinyin : Sāndū shuǐzú Zìzhìxiàn) est un district administratif de la province du Guizhou en Chine. Il est placé sous la juridiction de la préfecture autonome buyei et miao de Qiannan.

## Démographie
La population du district était de 300 138 habitants en 1999.